# Där vi en gång gått
Där vi en gång gått är en roman av den finlandssvenske författaren Kjell Westö utgiven 2006. Det är en kollektivroman som väver ihop ett antal människoöden i Helsingfors under 1900-talets första hälft. Den skildrar personer från tre familjer ur olika samhällsklasser; aristokratiska Lilliehjelms, medelklassfamiljen Widing och de fattiga Kajanders. Handlingen utspelar sig från tiden för Finlands självständighet, genom 1920-talet och slutar vid tiden för andra världskriget.
För romanen tilldelades Westö Finlandiapriset. År 2013 visades Där vi en gång gått som dramaserie i Sveriges Television.